# Неопалима Купина

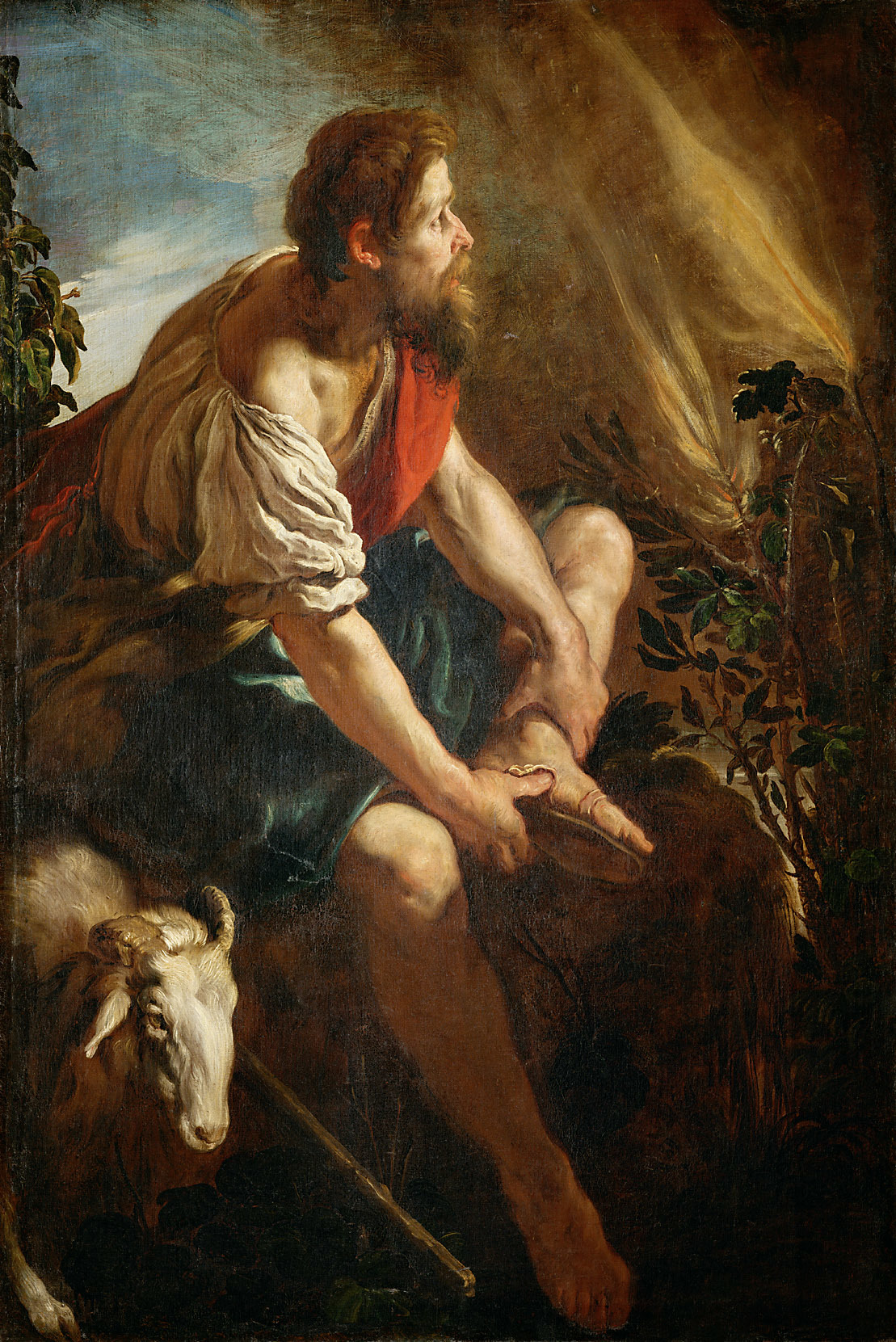
Доменіко Фетті. Мойсей і палаючий кущ.

Неопалима Купина — у Книзі Вихід палаючий кущ, що не згорає, в якому Бог з'явився Мойсеєві. 
Мойсей погнав овець біля Божої гори, побачив він ангела, що з'явився у вогненому кущі. Коли Мойсей підійшов до куща, щоб подивитися, «чому кущ горить вогнем, але не згоряє», то вже Бог покликав до нього з палаючого куща, закликавши вивести народ Ізраїлю з рабства Єгипту в Обітовану землю. На питання Мойсея, Бог сказав йому своє ім'я —  יהוה: